# Titanomaquia

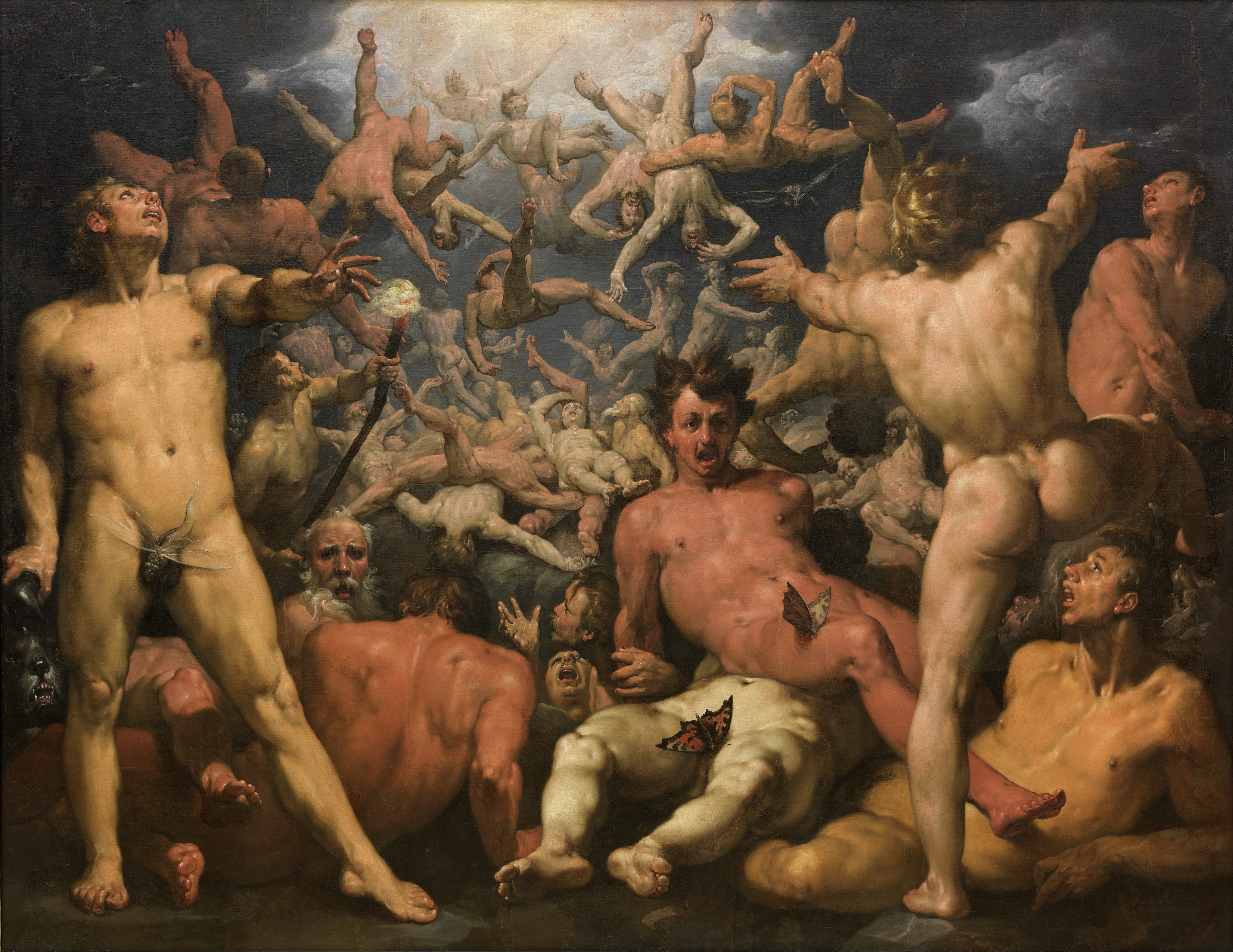
Queda dos Titãs
Cornelis van Haarlem
Museu Nacional de Arte da Dinamarca

A Titanomaquia, na mitologia grega, foi a guerra entre os titãs, liderados por Cronos, contra os deuses olímpicos, liderados por Zeus, que definiria o domínio do universo. Zeus conseguiu vencer Cronos após resgatar seus irmãos depois de uma luta que durou dez anos.
Tudo começa quando Urano deseja casar-se com Gaia, a Terra. Com isso nascem 12 filhos, seis mulheres e seis homens — chamados de titãs.
Urano temia que algum de seus filhos tentasse roubar seu trono, então cada vez que seus filhos nasciam, Urano os colocava novamente no útero de Gaia. Ela persuadiu seus filhos a se revoltarem contra o pai. O líder foi Cronos, que, no momento em que Urano estava copulando, foi libertado e utilizou uma foice para cortar as genitálias do pai. O sangue de Urano ao cair na Terra gerou os mares, as montanhas, as florestas e as erínias, e o seu esperma gerou a deusa Afrodite. Cronos então liberta seus irmãos.
Cronos casa-se com sua irmã titânide Reia. Antes de ser destronado, Urano profetizou que assim como ele, Cronos também seria derrotado por um de seus filhos. Com isso, Cronos exige que seus filhos sejam entregues um a um para que ele os devore. A mãe entrega todos menos o último, Zeus. Em outras versões, Reia também salva Poseidon (substituindo-o por um potro) e Hera (entregando-a aos cuidados das horas e de Oceano e Tétis).
A mãe entrega Zeus às ninfas (seres elementares) ou, em outras versões, aos centauros. Já adulto, Zeus se disfarça e dá a seu pai uma poção (que havia recebido de sua primeira esposa, a titânide Métis) que o faz vomitar seus irmãos já adultos.

## A infância de Zeus
Tudo o que sabemos sobre Zeus começa com os textos do poeta Hesíodo, que é o mais antigo poeta grego junto a Homero. O poema épico chamado Teogonia, que significa "O nascimento dos deuses", conta a origem dos deuses e da ascensão de Zeus ao trono do Olimpo.
No mito, Zeus não começa como rei dos deuses, ele se ergue da obscuridade para desafiar seu pai, Cronos, pelo controle do universo, porém isso não será fácil. Cronos era o rei dos titãs, seres tão poderosos quanto os deuses.
Sexto filho dos titãs Cronos e Reia, Zeus nasceu secretamente em Creta e foi entregue a Gaia e às ninfas ou, em outras versões, aos centauros. Reia entrega a Cronos uma pedra enrolada em panos, e este a engole pensando ser seu filho.
Zeus passa a infância se preparando para seu destino, que é desafiar seu pai e os titãs pelo controle do universo. Anos depois, Zeus torna-se um homem adulto e está preparado para vingar-se de seu pai. Porém não tem poder suficiente para derrotar os titãs sozinho. Ele tem, primeiro, que libertar seus irmãos engolidos por Cronos, para lutarem juntos contra os titãs. Para isso, Zeus, fingindo ser um viajante, dá a Cronos uma poção que recebeu da deusa Métis, e que o faz vomitar seus cinco irmãos. Primeiramente Cronos vomita a pedra que Reia tinha lhe dado no lugar de Zeus e em seguida regurgita todos os seus cinco filhos. Zeus, agora, tem seus irmãos, mas ainda precisa de mais força para derrotar os titãs. Há, ainda, outros membros, distantes, da família que também querem vingança. Os irmãos de Cronos, os cíclopes e os hecatônquiros. Mas para encontrá-los Zeus precisa ir ao mundo inferior.
Como Cronos tinha medo do poder de seus irmãos hecatônquiros e cíclopes, Gaia aconselha Zeus a usar a força desses seus "tios" e, assim, vencer os titãs. No Tártaro, conversa com eles, dizendo "Eu os respeito. Eu sei que meu pai Cronos os traiu e os prendeu, mas agora eu os liberto com a condição de que lutem ao meu lado". Como forma de agradecimento por serem libertos, os cíclopes dão a Zeus o poder dos raios.

## A batalha

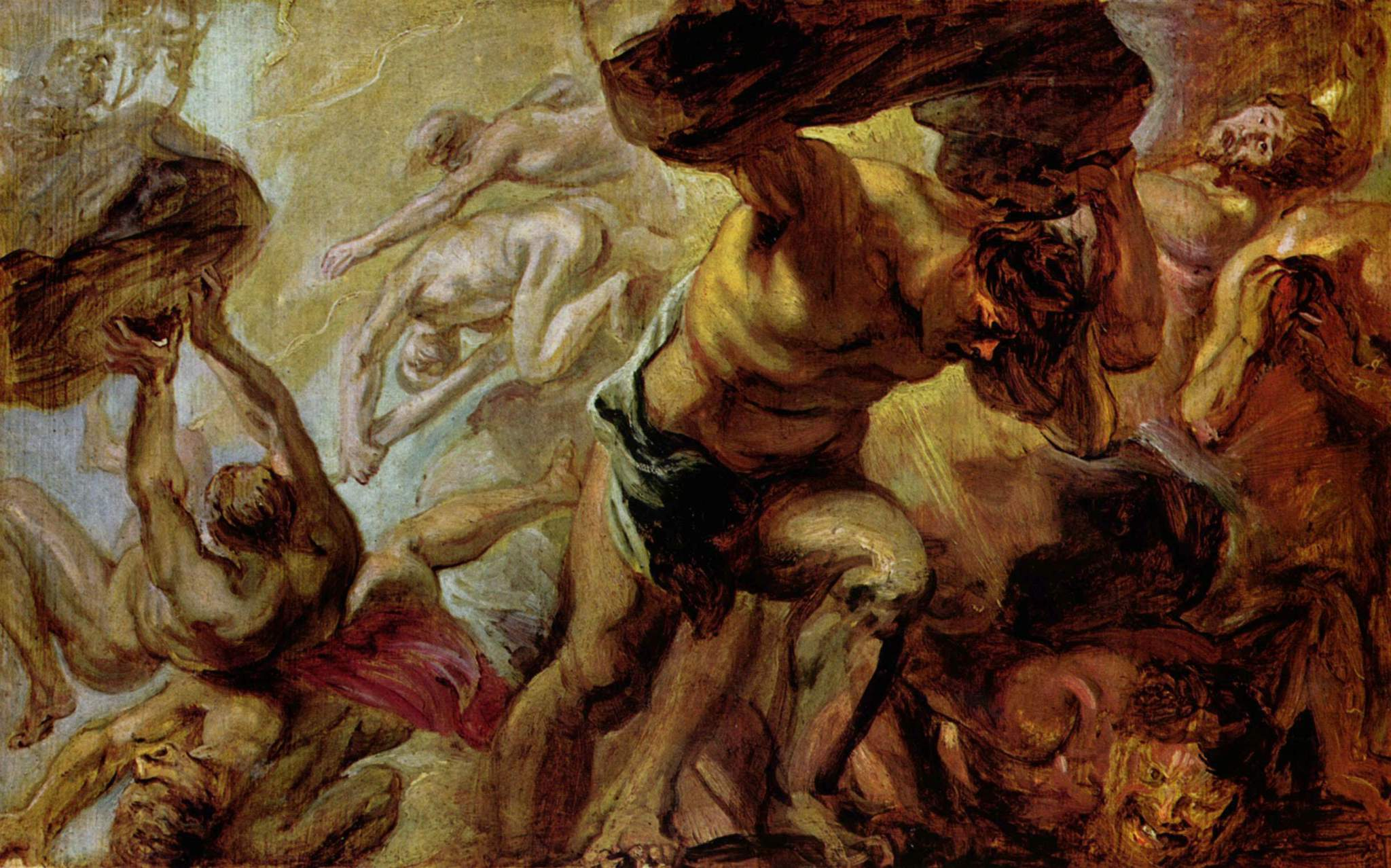
A Queda dos Titãs
Por Peter Paul Rubens, 1637–1638, Museus Reais de Belas-Artes da Bélgica

Zeus, apoiado pelos irmãos libertos, inicia a Titanomaquia. Nessa luta que durou dez anos, os deuses posicionaram-se no monte Olimpo e os titãs adversários, convocados por Cronos, no monte Ótris. Tiveram, ainda, a ajuda dos titãs hecatônquiros, gigantes e ciclopes que forneceram a Zeus suas armas.
Hesíodo descreve assim a luta: "Parecia, ouvindo e vendo tão grande barulho e luz, que a terra e o céu se confundiam, pois era enorme o tumulto da terra esmagada e do céu a se precipitar sobre ela, tal o barulho da luta dos deuses. Ao mesmo tempo, os ventos, sacudindo-se, erguiam o pó, o trovão, o relâmpago, e o raio ardente, armas do grande Zeus, levavam o brado e os clamores ao seio dos combatentes; e no incessante fragor da espantosa luta, todos mostravam a força dos seus braços."
No primeiro ataque, do topo do monte Olimpo, Zeus joga um raio mortal nos titãs e nesse momento todo o planeta treme. De um lado os hecatônquiros arrancando pedras da montanha e jogando nos titãs. E de outro os titãs lutando com os demais deuses. Após anos de guerra, os olimpianos já estavam chegando à vitória, mas os titãs usam sua última arma e das profundezas do tártaro sai uma besta colossal e sombria, Tifão, uma criatura extremamente forte que desafia Zeus, um último desafio para os deuses reinarem sobre o universo. Horas se passaram de luta entre Tifão e Zeus, Zeus domina a luta e com um raio muito forte acerta Tifão, que cai de novo nas profundezas do Tártaro junto com os demais titãs. Enfim, Zeus se torna o rei do universo.
Vitoriosos, os "olímpicos" banem os titãs para o Tártaro, junto com Érebo.
Os titãs Céos, Oceano, Tétis, Mnemosine, Prometeus e Têmis não participaram da titanomaquia e mais tarde foram incorporados ao panteão grego. Assim como houve titãs, como Styx, que apoiaram Zeus.
Oceano ficou como rei dos rios que circundavam o mundo. Prometeu mais tarde criar o primeiro ser humano a partir do barro e depois foi acorrentado no monte Cáucaso por ter roubado o fogo do Olimpo para dar aos homens, mas foi libertado por Héracles (ou Hércules) em um de seus doze trabalhos. E Métis tornou-se a primeira esposa de Zeus, que foi engolida por ele, pois Gaia fez uma profecia de que seu filho com Métis, que nasceria depois de Atena, também destronaria Zeus, motivo pelo qual Zeus engoliu a titânide, ainda grávida da primeira filha.

## Significado metafísico
Na situação primordial, Urano representa a ordem divina (forma) e Gaia, a ordem universal (matéria). O contato entre os dois gera seres com forma eterna (Titãs). Ao se rebelar contra o pai, Cronos estabelece o seu domínio, estabelecendo-se sobre Gaia e seus irmãos, representando a susceptibilidade da ordem universal ao tempo. A ingestão dos próprios filhos representa a decadência à qual toda a matéria está sujeita, como podemos ver na ordem dos reinos mineral, vegetal e animal. Zeus, ao batalhar contra o pai representa a restauração do contato entre o universo e a eternidade, agora em uma outra forma, a do espírito, representando o advento da inteligência no homem. 